# بخش شهرآباد
بخش شهرآباد یکی از بخش‌های شهرستان بردسکن در استان خراسان رضوی ایران است. بنابر سرشماری مرکز آمار ایران، جمعیت بخش شهرآباد شهرستان بردسکن در سال ۱۳۹۵ برابر با ۱۸٬۴۶۵ نفر بوده است.

تقسیمات کشوری در شهرستان بردسکن

## تقسیمات کشوری

### دهستان‌ها

#### دهستان جلگه

##### روستاها
- چراغ‌چین
- رکن‌آباد
- سلطان‌آباد
- صلح‌آباد
- ظاهرآباد
- عبدل‌آباد
- عظیم‌آباد
- علی‌آبادک
- فیروزآباد
- قوژدآباد
- نصرآباد

#### دهستان شهرآباد

##### روستاها
- الله‌آباد
- جلال‌آباد
- حسن‌آباد
- خرم‌آباد
- رحمانیه
- زنگینه
- زیرک‌آباد
- غرق‌آب
- کاظم‌آباد
- کوشه
- محمدآباد
- میان‌آباد

### مرکزیت
شهرآباد